# Stefan Złoczowski
Stefan Złoczowski herbu Grabie – chorąży halicki w latach 1661-1670, dworzanin pokojowy Jego Królewskiej Mości w 1669 roku.
Poseł sejmiku halickiego na pierwszy sejm 1666 roku, sejm nadzwyczajny abdykacyjny 1668 roku. Jako poseł na sejm elekcyjny 1669 roku z ziemi halickiej był elektorem Michała Korybuta Wiśniowieckiego z ziemi halickiej w 1669 roku.